# Colaspoides laotica
Colaspoides laotica es un coleóptero de la familia Chrysomelidae.
Fue descrita científicamente en 2004 por Medvedev.